# Idabel
Idabel er en amerikansk by og administrativt centrum for det amerikanske county McCurtain County i staten Oklahoma. I 2000 havde byen et indbyggertal på 7.158.
33°53′47″N 94°49′45″V / 33.8964°N 94.8292°V